# Christo Potgieter
Pour les articles homonymes, voir Potgieter.
Christo Potgieter, né le 1er juin 1987 à Potchefstroom, est un joueur professionnel de squash représentant l'Afrique du Sud. Il atteint en mai 2015 la 136e place mondiale sur le circuit international, son meilleur classement. Il est champion d'Afrique du Sud en 2020,.

## Biographie
Il a eu de nombreuses blessures qui ne l'ont pas empêché de remporter dix titres nationaux en double. Il devient enfin champion d'Afrique du Sud en 2020 à l'âge de 33 ans.

## Palmarès

### Titres
- Championnats d'Afrique du Sud : 2020